# Люис Пардю
Люис Пардю (на английски: Lewis Perdue) е американски предприемач, журналист, преподавател и писател на бестселъри в жанра исторически и съвременен трилър. Писал е с писателя Лий Голдбърг под съвместния псевдонима Йън Лъдлоу (на английски: Ian Ludlow).

## Биография и творчество
Уилям Люис Пардю е роден на 1 май 1949 г. в Грийнуд, Мисисипи, САЩ. Завършва с отличие през 1970 г. колежа „Корнинг“ на Университета на Мисисипи с бакалавърска степен по биология. През 1972 г. получава с отличие магистърска степен по журналистика и биофизика от Университета „Корнел“. Докато следва работи във вестник „Елмира Стар“ (1968 – 1970) като пише за автомобилни състезания и спорт, и в списание „Итака“ (1971 – 1972) като репортер на новините за полицията, пожарната и съда.
След дипломирането си в периода 1972 – 1973 г. преподава журналистика в Университета „Корнел“. В периода 1973 – 1974 г. е специален помощник на губернатор Уилям Уолър в отдела за пътувания, а в периода 1974 – 1976 г. е прес-секретар на конгресмен Тад Кохран, докато е в Камарата на представителите, по обществените кампании. Заедно с работата си пише първия си роман „The Trinity Implosion“ публикуван през 1976 г.
През 1977 – 1979 г. е кореспондент на различни ежедневници във Вашингтон и колумнист в списание „Вашингтон“. Носител е на няколко награди за разследващата журналистика. В периода 1979 – 1983 г. е преподавател по журналистика в Университета на Калифорния в Лос Анджелис. Продължава да прави журналистически разследвания и да получава награди, включително за разпространението на детска порнография в района на Лос Анджелис.
Пред 1981 г. е публикуван първият му бестселър, трилъра „The Delphi Betrayal“. В следващите две години се посвещава на писателската си кариера, като написва следващите си два бестселъра „Queens Gate Reckoning“ и „The Da Vinci Legacy“.
През 1984 – 1985 г. работи в отдела за връзки с обществеността на частната компания „Саймън Груп“. Консултант и колумнист към копютърни компании. През 1985 – 1986 г. е директор на консултантската фирма „Манинг, Кенар и Лий“. През 1986 г. основава и е изпълнителен директор на фирмата „Renaissance Communications“ за маркетинг и комуникации, специализирана в областта на телекомуникационните технологични компании за управление на инвестициите им. От 1988 г. е и консултант към „LynuxWorks“. От 1991 до 1996 г. е основател, издател и изпълнителен директор на фирмата „Wine Business Publications“, издаваща от 1991 г. „Wine Business Insider“, от 1996 г. месечното „Wine Business“. От 1996 г. „WBP“ става част от новата „SmartWired Inc.“ за интегриран печат и Web фирмена информация за потребителите и търговците на вино, на която той е председател и главен изпълнителен директор до юли 1997 г. Фирмата продължава дейността си и като Интернет сайт „Winebusiness.Com“.
От 1997 г. е собственик на фирмата „IdeaWorx“ за интернет сайтове, софтуер, управление и дизайн, електронна търговия и др. В периода 1999 – 2003 г. е съосновател и заема различни ръководни постове във фирмата „Pocketpass.com, Inc“ за фонокарти и платежни интернет системи.
През 2003 г. води дело с издателство „Random House“, по искане на автора на „Шифърът на Леонардо“, Дан Браун, който Пардю обвинява в плагиатство от трилъра му „The Da Vinci Legacy“. Пардю губи делото, но не е осъден да плаща такси за правни услуги.
От 2003 до 2008 г. разработва собствения си сайт като мрежа от 37 уеб-сайтове за развитие на различни видове бизнес. Помага на сина си да развие своя бизнес за компютърно програмиране и сигурност (YourTechWorx.Com). Пише поредния бестселър, трилъра „Perfect Killer“, издаден през 2005 г.
От 2008 г. основава и развива най-голямата информационна фирма за бизнес и финансова информация за винарската индустрия в САЩ „Wine Industry Insight“, като продължава да пише трилъри и да съветва развити и стартиращи технологични фирми. Произведенията на писателя винаги са в списъците на бестселърите, и са издадени в над 4 милиона екземпляра по света.
В периода 2013 – 2014 г. е лектор в Университета на Сонома по програмата „MBA“ по въпросите на винената индустрия. От януари 2013 г. издава „Tactical Trekker“ по въпросите на алпинизма и оцеляването в планината.
От 2014 г. разработва нова технология и патент за компютърен алгоритъм, код наречен „Tribes“, който е по-добър от използваните масово от фирми като „Amazon“, „Google“ и „Netflix“.
Люис Пардю живее със семейството си в Сонома, Калифорния.

## Произведения

### Самостоятелни романи
- The Trinity Implosion (1976)
- The Delphi Betrayal (1981)
- Queens Gate Reckoning (1982)
- The Da Vinci Legacy (1983)
- The Tesla Bequest (1984)
- The Linz Testament (1985) – с Дон Пендълтън
- Zaibatsu (1988)
- Дъщерята на бога, Daughter of God (1999)
- Slatewiper (2003)
- Perfect Killer (2005)
- Die By Wire (2011)
- The Nassau Directives (2016)

### Серия „Виджиланте 357“ (357: Vigilante)
с Лий Голдбърг като Йън Лъдлоу
1. 357: Vigilante (1985)
2. Make Them Pay (1985)
3. White Wash (1985)

### Документалистика
- Supercharging Your Personal Computer: A Do-it-yourself Guide to Expanding the Personal Computer (1987)
- Country Inns of Maryland, Virginia and West Virginia (1988)
- The High-Technology Editorial Guide and Stylebook (1991)
- The French Paradox and Beyond: Living Longer with Wine And the Mediterranean Lifestyle (1992)
- The Wrath of Grapes: The Coming Wine Industry Shakeout And How to Take Advantage of It (1999)
- Eroticabiz: How Sex Shaped the Internet (2002)